# Mosquée de Mahmoud de Ghazni
Le  Mosquée de Mahmoud de Ghazni était un édifice de l’époque Ghaznavide, situé près de Swat, dans le nord du Pakistan. Il fut construit en 1048 vers le règne de Mahmoud de Ghazni.
Ce site archéologique fut mis à jour entre 1984 et 1999 à la suite d’excavations par la Mission archéologique italienne.